# Concattedrale di San Nicola (Lagonegro)
La chiesa di San Nicola si trova nel comune di Lagonegro, in Basilicata, ed è concattedrale della diocesi di Tursi-Lagonegro.

## Storia e descrizione
La concattedrale di San Nicola è stata edificata tra il IX ed il X secolo, ma è stata ristrutturata numerose volte nel corso del tempo. L'interno dell'edificio è molto ampio e presenta forme irregolari per i vari ampliamenti realizzati. All'interno è conservato un crocifisso di Altobello Persio, una tela con Madonna e sante di Giovanni Bernardino Azzolino e l'altare maggiore che risale al Settecento.
Secondo una tradizione nella chiesa sarebbe stata sepolta Lisa del Giocondo, morta a Lagonegro nel 1506.